# Mesacanthotelson decipiens
Mesacanthotelson decipiens är en kräftdjursart som beskrevs av Nicholls 1944. Mesacanthotelson decipiens ingår i släktet Mesacanthotelson och familjen Phreatoicidae. Inga underarter finns listade i Catalogue of Life.